# Witold Skaruch
Witold Skaruch (11 de janeiro de 1930 - 17 de fevereiro de 2010) foi um ator e diretor polonês. Ele apareceu em filmes, programas de televisão e minisséries de 1953 até 2009.

## Filmografia (seleção)
- Siostry (2009) − Józef (odc. 12)
- Ostatnia akcja (2009)
- Wszyscy jesteśmy Chrystusami (2006)
- Parę osób, mały czas (2005)
- Oficer (2004) − hrabia Artur Koniecpolski (odc. 7)
- Ajlawju (1999)
- Nic śmiesznego (1995)
- Dwa księżyce (1993)
- Paziowie (1989) – Florian, sekretarz króla
- Odbicia (1989) – dziennikarz w redakcji (odc. 6)
- Pogranicze w ogniu (serial telewizyjny 1988–1991) − Bertrand
- Mistrz i Małgorzata (1988)
- Kobieta w kapeluszu (1984)
- Widziadło (1983)
- Alternatywy 4 (serial telewizyjny 1983)
- Najdłuższa wojna nowoczesnej Europy (1981) – hrabia Wilamotz
- Misja (1980) – sekretarz kardynała
- Kariera Nikodema Dyzmy (serial telewizyjny 1980) – Litwinek, dyrektor gabinetu Prezydenta
- Do krwi ostatniej (1979) − komunista
- Wakacje (1976) − uczestnik obozu lekarzy
- Nie lubię poniedziałku (1971)
- Podróż za jeden uśmiech (1971) − kierowca fiata (odc. 3)
- Pogoń za Adamem (1970)
- Pan Wołodyjowski (1969)
- Piekło i niebo (1966)
- Pieczone gołąbki (1966)
- Jak być kochaną (1962)
- Zezowate szczęście (1960)
- Pociąg (1959)